# Palaeacarus orientalis
Palaeacarus orientalis är en kvalsterart som beskrevs av Bulanova-Zachvatkina 1967. Palaeacarus orientalis ingår i släktet Palaeacarus och familjen Palaeacaridae. Inga underarter finns listade i Catalogue of Life.